# ジベレリン-3β-ジオキシゲナーゼ
ジベレリン-3β-ジオキシゲナーゼ（gibberellin 3β-dioxygenase）は、ジテルペノイド生合成酵素の一つで、次の化学反応を触媒する酸化還元酵素である。
ジベレリン-20 + 2-オキソグルタル酸 + O2 {\displaystyle \rightleftharpoons } ジベレリン-1 + コハク酸 + CO2
反応式の通り、この酵素の基質はジベレリン-20と2-オキソグルタル酸とO2、生成物はジベレリン-1とコハク酸とCO2である。補因子として鉄とアスコルビン酸を用いる。
組織名は(gibberellin-20),2-oxoglutarate:oxygen oxidoreductase (3β-hydroxylating)で、別名にgibberellin 3β-hydroxylaseがある。